# Nummer 1-hits in de Billboard Hot 100 in 1975
Deze hits stonden in 1975 op nummer 1 in de Billboard Hot 100.
| Datum        | Artiest                            | Titel                                                          |
| ------------ | ---------------------------------- | -------------------------------------------------------------- |
| 4 januari    | Elton John                         | Lucy in the sky with diamonds                                  |
| 11 januari   | Elton John                         | Lucy in the sky with diamonds                                  |
| 18 januari   | Barry Manilow                      | Mandy                                                          |
| 25 januari   | Carpenters                         | Please Mr. Postman                                             |
| 1 februari   | Neil Sedaka                        | Laughter in the rain                                           |
| 8 februari   | Ohio Players                       | Fire                                                           |
| 15 februari  | Linda Ronstadt                     | You're no good                                                 |
| 22 februari  | Average White Band                 | Pick up the pieces                                             |
| 1 maart      | Eagles                             | Best of my love                                                |
| 8 maart      | Olivia Newton-John                 | Have you never been mellow                                     |
| 15 maart     | The Doobie Brothers                | Black water                                                    |
| 22 maart     | Frankie Valli                      | My eyes adored you                                             |
| 29 maart     | Labelle                            | Lady Marmalade                                                 |
| 5 april      | Minnie Riperton                    | Lovin' you                                                     |
| 12 april     | The Elton John Band                | Philadelphia freedom                                           |
| 19 april     | The Elton John Band                | Philadelphia freedom                                           |
| 26 april     | B. J. Thomas                       | (Hey won't you play) Another somebody done somebody wrong song |
| 3 mei        | Tony Orlando & Dawn                | He don't love you (like I love you)                            |
| 10 mei       | Tony Orlando & Dawn                | He don't love you (like I love you)                            |
| 17 mei       | Tony Orlando & Dawn                | He don't love you (like I love you)                            |
| 24 mei       | Earth, Wind and Fire               | Shining star                                                   |
| 31 mei       | Freddy Fender                      | Before the next teardrop falls                                 |
| 7 juni       | John Denver                        | Thank God I'm a country boy                                    |
| 14 juni      | America                            | Sister golden hair                                             |
| 21 juni      | The Captain & Tennille             | Love will keep us together                                     |
| 28 juni      | The Captain & Tennille             | Love will keep us together                                     |
| 5 juli       | The Captain & Tennille             | Love will keep us together                                     |
| 12 juli      | The Captain & Tennille             | Love will keep us together                                     |
| 19 juli      | Wings                              | Listen to what the man said                                    |
| 26 juli      | Van McCoy & the Soul City Symphony | The hustle                                                     |
| 2 augustus   | Eagles                             | One of these nights                                            |
| 9 augustus   | Bee Gees                           | Jive talkin'                                                   |
| 16 augustus  | Bee Gees                           | Jive talkin'                                                   |
| 23 augustus  | Hamilton, Joe Frank & Reynolds     | Fallin' in love                                                |
| 30 augustus  | KC & the Sunshine Band             | Get down tonight                                               |
| 6 september  | Glen Campbell                      | Rhinestone cowboy                                              |
| 13 september | Glen Campbell                      | Rhinestone cowboy                                              |
| 20 september | David Bowie                        | Fame                                                           |
| 27 september | John Denver                        | I'm sorry / Calypso                                            |
| 4 oktober    | David Bowie                        | Fame                                                           |
| 11 oktober   | Neil Sedaka                        | Bad blood                                                      |
| 18 oktober   | Neil Sedaka                        | Bad blood                                                      |
| 25 oktober   | Neil Sedaka                        | Bad blood                                                      |
| 1 november   | Elton John                         | Island girl                                                    |
| 8 november   | Elton John                         | Island girl                                                    |
| 15 november  | Elton John                         | Island girl                                                    |
| 22 november  | KC & the Sunshine Band             | That's the way (I like it)                                     |
| 29 november  | Silver Convention                  | Fly, Robin, fly                                                |
| 6 december   | Silver Convention                  | Fly, Robin, fly                                                |
| 13 december  | Silver Convention                  | Fly, Robin, fly                                                |
| 20 december  | KC & the Sunshine Band             | That's the way (I like it)                                     |
| 27 december  | The Staple Singers                 | Let's do it again                                              |

1940 ·
1941 · 
1942 ·
1943 ·
1944 ·
1945 ·
1946 ·
1947 ·
1948 ·
1949 ·
1950 ·
1951 ·
1952 ·
1953 ·
1954 ·
1955 ·
1956 ·
1957 ·
1958 ·
1959 ·
1960 ·
1961 ·
1962 ·
1963 ·
1964 ·
1965 ·
1966 ·
1967 ·
1968 ·
1969 ·
1970 ·
1971 ·
1972 ·
1973 ·
1974 ·
1975 ·
1976 ·
1977 ·
1978 ·
1979 ·
1980 ·
1981 ·
1982 ·
1983 ·
1984 ·
1985 ·
1986 ·
1987 ·
1988 ·
1989 ·
1990 ·
1991 ·
1992 ·
1993 ·
1994 ·
1995 ·
1996 ·
1997 ·
1998 ·
1999 ·
2000 ·
2001 ·
2002 ·
2003 ·
2004 ·
2005 ·
2006 ·
2007 ·
2008 ·
2009 ·
2010 ·
2011 ·
2012 ·
2013 ·
2014 ·
2015 ·
2016 ·
2017 ·
2018 ·
2019 ·
2020 ·
2021 ·
2022 ·
2023
- Nederland (Top 40)
- Nederland (Single Top 100)
- Vlaanderen (Radio 2 Top 30)
- Duitsland
- Verenigd Koninkrijk
- Verenigde Staten (Hot 100)